# 平井致道

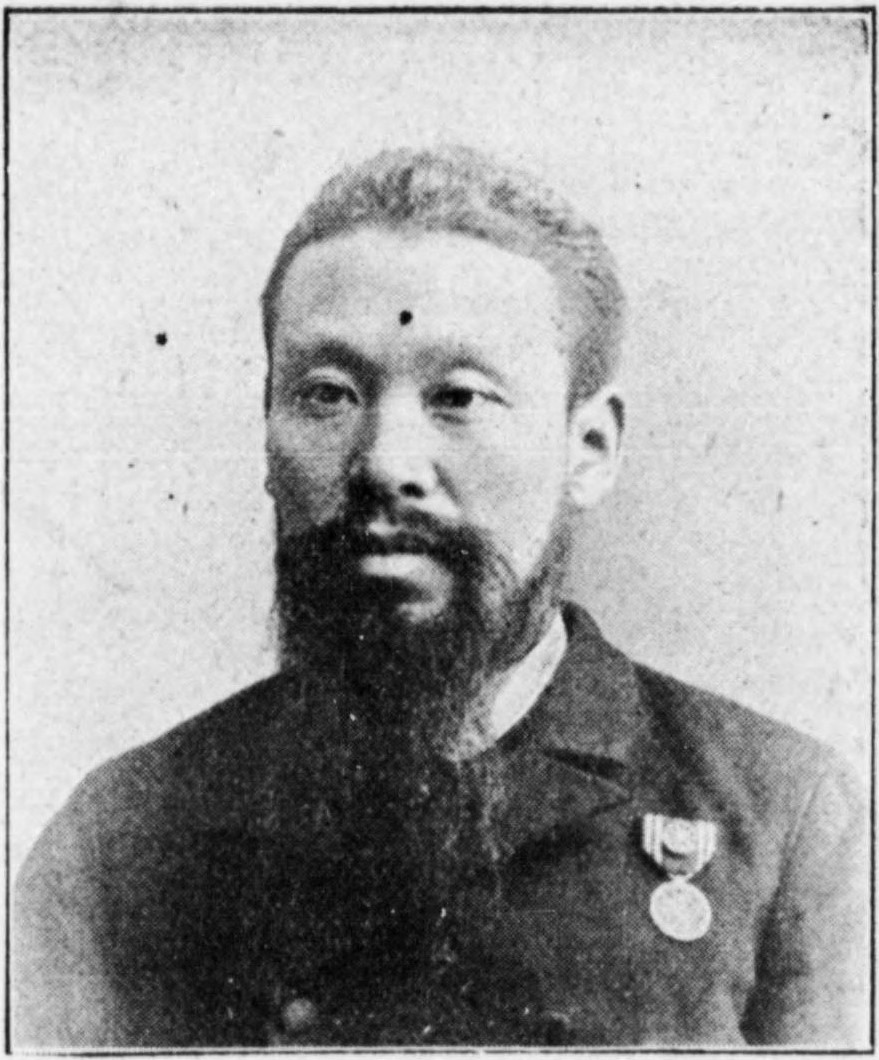
平井致道

平井 致道（ひらい ちどう、1856年5月13日（安政3年4月10日） - 1929年（昭和4年）3月21日）は、日本の薬剤師。政治家、衆議院議員（1期）。

## 経歴
鳥取県出身。医術、皇漢学、数学を学ぶ。小学校仮訓導、鳥取伝習所予科教師を経て、皇漢学研究所を設立する。神道大社教導職となり、試補により中講義に進み、辞職後は同教大輔教、中参教となる。また、薬剤師の業務に従事し、鳥取市会議員、同参事会員、鳥取県会議員、同副議長、鳥取薬業組合頭取、同薬剤師会頭、鳥取市農会長、同商工会頭を務めた。
1902年の第7回衆議院議員総選挙において鳥取市選挙区から無所属で立候補して当選した。衆議院議員を1期務め、1903年の第8回衆議院議員総選挙は不出馬。1929年に死去した。